# NGC 380
NGC 380 (również PGC 3969 lub UGC 682) – galaktyka eliptyczna (E2), znajdująca się w gwiazdozbiorze Ryb. Odkrył ją William Herschel 12 września 1784 roku. Należy do grupy galaktyk oznaczonej jako Arp 331 w Atlasie Osobliwych Galaktyk Haltona Arpa.